# Далекосъобщителна дейност по безжичен път
Далекосъобщителната дейност по безжичен път е подотрасъл на създаването и разпространението на информация и творчески продукти и далекосъобщения в Статистическата класификация на икономическите дейности за Европейската общност.
Секторът включва предоставянето на достъп за пренос на данни, включително за телефонни и интернет връзки, чрез експлоатацията на собствени или наемане на наземни безжични съоръжения.
В България към 2017 година над 95% от продажбите в сектора са концентрирани в три големи предприятия – „Българска телекомуникационна компания“, „Мобилтел“ и „Теленор България“.